# ويندي وليامز
ويندي وليامز (بالإنجليزية: Wendy O. Williams)‏ هي مغنية وممثلة أمريكية، ولدت في 28 مايو 1949 في الولايات المتحدة، وتوفيت بنفس المكان في 6 أبريل 1998.

## وصلات خارجية
- ويندي وليامز على موقع IMDb (الإنجليزية)
- ويندي وليامز على موقع ميوزك برينز (الإنجليزية)
- ويندي وليامز على موقع إن إن دي بي (الإنجليزية)
- ويندي وليامز على موقع أول ميوزيك (الإنجليزية)
- ويندي وليامز على موقع ديسكوغز (الإنجليزية)
- ويندي وليامز على موقع قاعدة بيانات الفيلم (الإنجليزية)